# Weltmeisterschaften im Gewichtheben 1961
Die 36. Weltmeisterschaften im Gewichtheben fanden vom 20. bis 25. September 1961 in der österreichischen Hauptstadt Wien statt. An den von der International Weightlifting Federation (IWF) ausgetragenen Wettkämpfen nahmen 120 Gewichtheber aus 33 Nationen teil. Die Sowjetunion wurde erfolgreichste Nation, gefolgt von Polen und den Vereinigten Staaten.

## Medaillengewinner
| Disziplin           | Gold                 | Silber                                   | Bronze           |
| ------------------- | -------------------- | ---------------------------------------- | ---------------- |
| Bantamgewicht       | Wladimir Stogow      | Imre Földi                               | Yoshinobu Miyake |
| Federgewicht        | Isaac Berger         | Sebastiano Mannironi und Jewgeni Minajew |                  |
| Leichtgewicht       | Waldemar Baszanowski | Sergei Lopatin                           | Marian Zieliński |
| Mittelgewicht       | Alexander Kurynow    | Győző Veres                              | Marcel Paterni   |
| Leichtschwergewicht | Rudolf Plukfelder    | Géza Tóth                                | Thomas Kono      |
| Mittelschwergewicht | Ireneusz Paliński    | Louis Martin                             | Arkadi Worobjow  |
| Superschwergewicht  | Juri Wlassow         | Richard Zirk                             | Eino Mäkinen     |

## Medaillenspiegel
Die Platzierungen im Medaillenspiegel sind nach der Anzahl der gewonnenen Goldmedaillen sortiert, gefolgt von der Anzahl der Silber- und Bronzemedaillen (lexikographische Ordnung). Weisen zwei oder mehr Nationen eine identische Medaillenbilanz auf, werden sie alphabetisch geordnet auf dem gleichen Rang geführt.
| Rang | Nation                 | Gold | Silber | Bronze | Gesamt |
| ---- | ---------------------- | ---- | ------ | ------ | ------ |
| 1.   | Sowjetunion            | 4    | 2      | 1      | 7      |
| 2.   | Polen                  | 2    | 0      | 1      | 3      |
| 3.   | Vereinigte Staaten     | 1    | 1      | 1      | 3      |
| 4.   | Ungarn                 | 0    | 3      | 0      | 3      |
| 5.   | Italien                | 0    | 1      | 0      | 1      |
| 5.   | Vereinigtes Königreich | 0    | 1      | 0      | 1      |
| 7.   | Finnland               | 0    | 0      | 1      | 1      |
| 7.   | Frankreich             | 0    | 0      | 1      | 1      |
| 7.   | Japan                  | 0    | 0      | 1      | 1      |